# Peugeot 203
 (avril 2023).
Si vous disposez d'ouvrages ou d'articles de référence ou si vous connaissez des sites web de qualité traitant du thème abordé ici, merci de compléter l'article en donnant les références utiles à sa vérifiabilité et en les liant à la section « Notes et références ».
La Peugeot 203, apparue en 1948, est une automobile de tourisme développée par le constructeur français Peugeot. Rapidement disponible en plusieurs versions (cabriolet, coupé, ou utilitaires), elle commence sa carrière en 1949, alors que la France se relève de la guerre. Unique modèle commercialisé par Peugeot jusqu’en 1954, la 203 est le symbole de la renaissance de la firme de Sochaux.

## Contexte et genèse

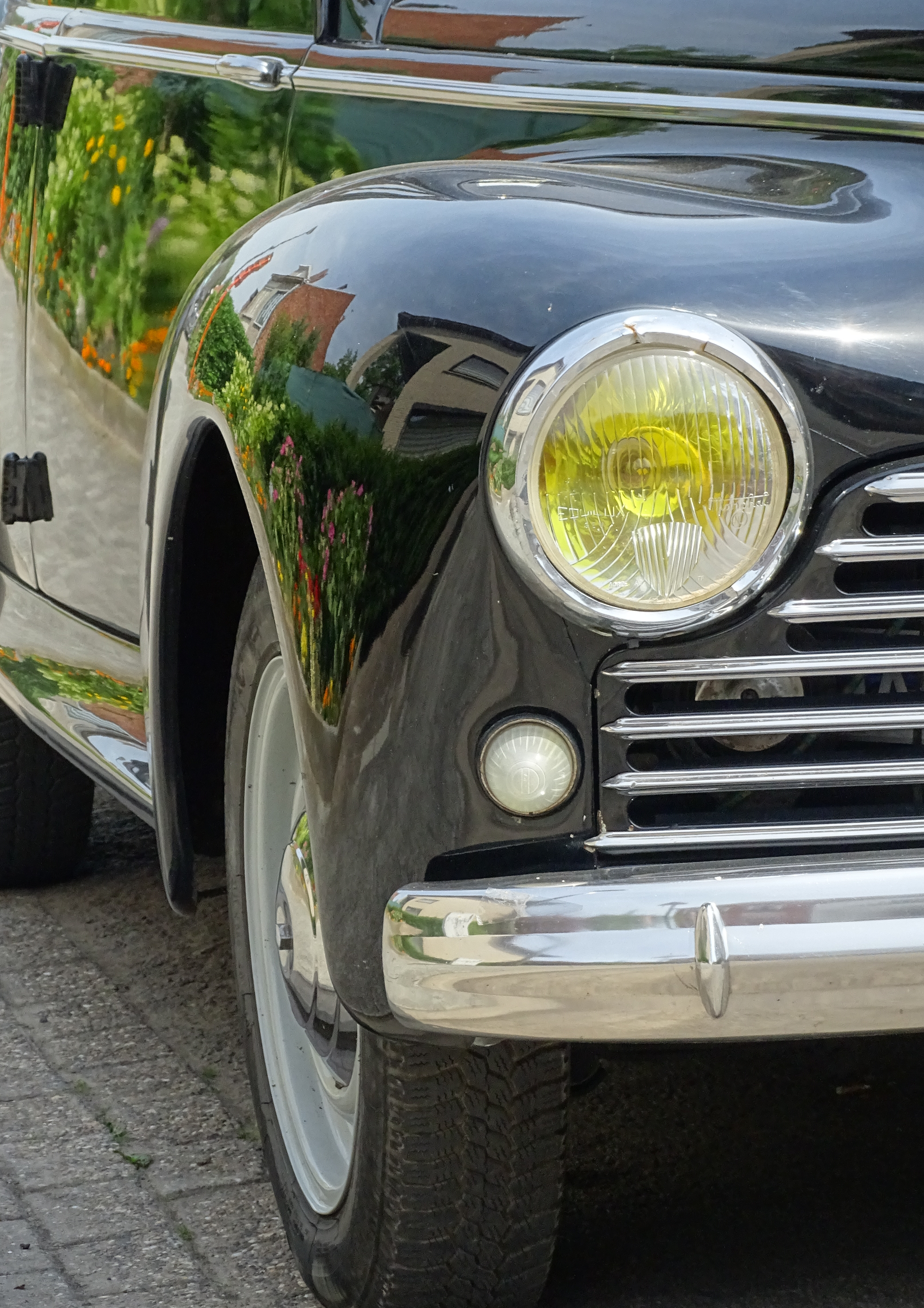
Détail d'une 203.

Au sortir de la Seconde Guerre mondiale, l’industrie automobile française est en ruine, à l’image de ses usines. La firme de Sochaux rêvait de pouvoir concurrencer la Citroën 15 Six, en proposant une voiture dotée d’un moteur V8, équivalent à un 22 CV Peugeot. Le projet 802, commencé en 1940, est finalement abandonné, car voué à l’échec en raison des restrictions et des pénuries sur le marché d’après-guerre. Il est donc décidé de repartir sur la proposition d'un projet moins ambitieux et plus réaliste. Le cahier des charges de la nouvelle Peugeot est une voiture de 10 CV, aussi puissante qu’une 11 à 14 CV d’avant-guerre, dotée d’un confort supérieur aux normes précédentes. Une place prépondérante doit être accordée à la sécurité avec une meilleure tenue de route et, surtout, un freinage efficace et renforcé. La précédente 402 avait en effet rencontré quelque difficulté sur ce plan. Dans le même temps, afin de ménager un budget serré, il est décidé de concevoir une gamme complète autour d’un seul modèle, décliné en plusieurs versions, alors que nombre de constructeurs se contentent de remettre en production, en le modernisant ou pas, un modèle existant avant la guerre. Le pari audacieux mais calculé pour la Peugeot 203 se révèle une réussite commerciale.
Les premiers salons automobiles de l’après-guerre voient naître une foule de petites voitures (Panhard Dyna, Renault 4CV, Citroën 2CV, etc.). Quant à la voiture moyenne traditionnelle, il n’y a guère que la Traction Avant et la Simca 8. C’est précisément sur ce créneau que Peugeot présente à la presse et aux concessionnaires, en octobre 1947, sa « 203 », dont la carrosserie est inspirée du style américain du début des années 1940, mais aussi évoque irrésistiblement la Lincoln-Zephyr de 1938/39. La présentation officielle au grand public a lieu à Paris, lors du salon de 1948. Le succès du modèle et la politique de remise octroyée au personnel chez Peugeot permettent à de nombreux ouvriers d'acheter « leur » 203. Selon l'historien J-C Daumas, en 1958, il fallait un an de travail à un ouvrier pour en acquérir une.
Sa fabrication commence quelques semaines plus tard pour s’achever 12 ans après, le 26 février 1960. L’usine est organisée pour une production journalière de 300 véhicules, mais la limitation des attributions des matières premières permet d’atteindre seulement 100 unités quotidiennes, en avril 1949. On arrive à 200 véhicules par jour, au début 1950. Au total, plus de 699 500 exemplaires, toutes versions confondues, sortent des chaines de Peugeot.

## Gamme 203
Née en 1948, la 203 engendre une large gamme,. Les versions tourisme de la 203 (berline, berline découvrable, cabriolet et coupé) sont établies sur 2,58 m d’empattement, avec une suspension arrière par ressorts hélicoïdaux, d’abord sous l’appellation « 203 », puis sous celle de « 203 C » (septembre 1954, boîte de vitesses entièrement synchronisée).

### Berline
La gamme est composée d’une « berline Luxe » (dotée d’un toit ouvrant et d’un chauffage-dégivrage) et d’une « berline Affaires »  (beaucoup plus dépouillée) qui disparaît en 1958. En 1956, la « berline Luxe Simple » apparaît sans toit ouvrant.
- Berline Luxe et Luxe Simple : 455 994 exemplaires ;
- Berline Affaires : 11 278 exemplaires.

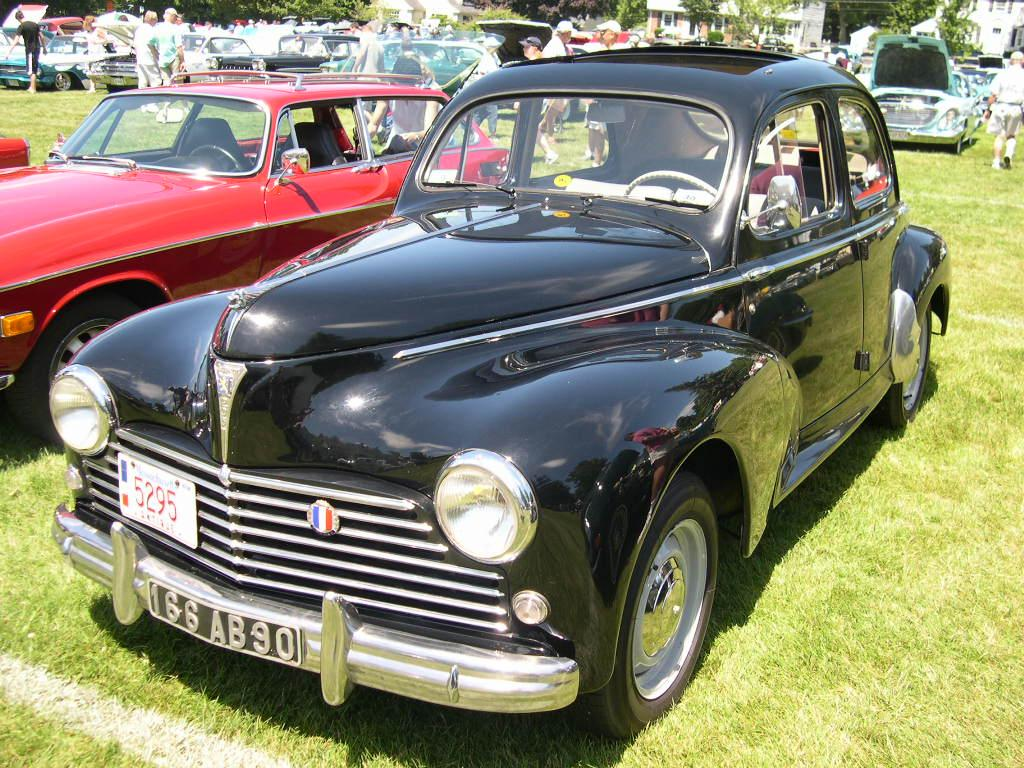
Berline
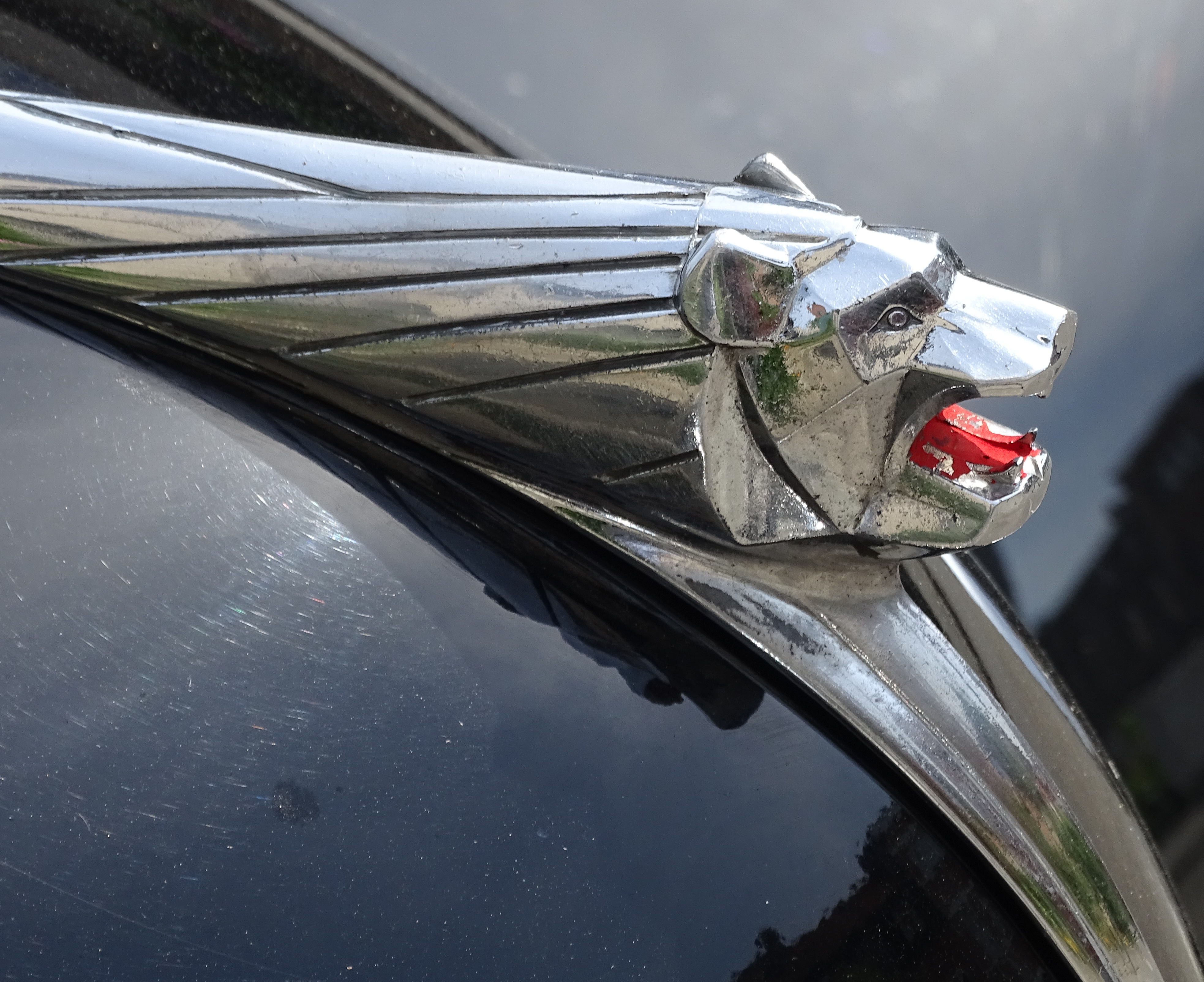
L'emblême de la marque dans l'axe du capot.
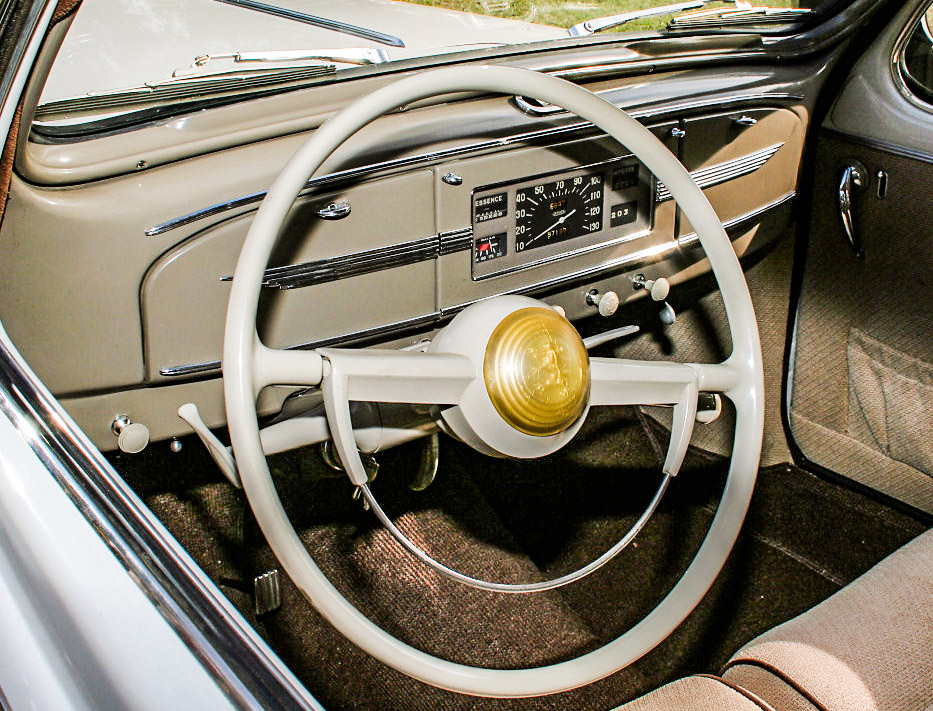
Tableau de bord.

### Berline découvrable
Un an après les débuts de la 203, la berline découvrable voit le jour au Salon de Paris de 1949. Commercialisée en finition Luxe, elle bénéficie de sièges en cuir, à partir de septembre 1950. Élégante, la voiture n'en a pas moins une carrière courte, qui s'achève fin 1954, alors que le cabriolet se maintient au catalogue jusqu'en 1956. Malgré cette fin précoce, la 203 n'en reste pas moins la plus diffusée des berlines découvrables françaises, avec une production de 11 514 exemplaires. Un chiffre honorable, si on le compare aux 25 218 familiales construites. En l'absence de version découvrable de l'Aronde, la 203 se trouve sans réelle concurrence dans sa catégorie. De plus, elle est proposée à un prix raisonnable qui, lors de son lancement, s'établit à 525 000 francs, contre 490 000 francs pour la berline. La plateforme ayant besoin d’être renforcée, la production se fait donc avec un léger décalage.

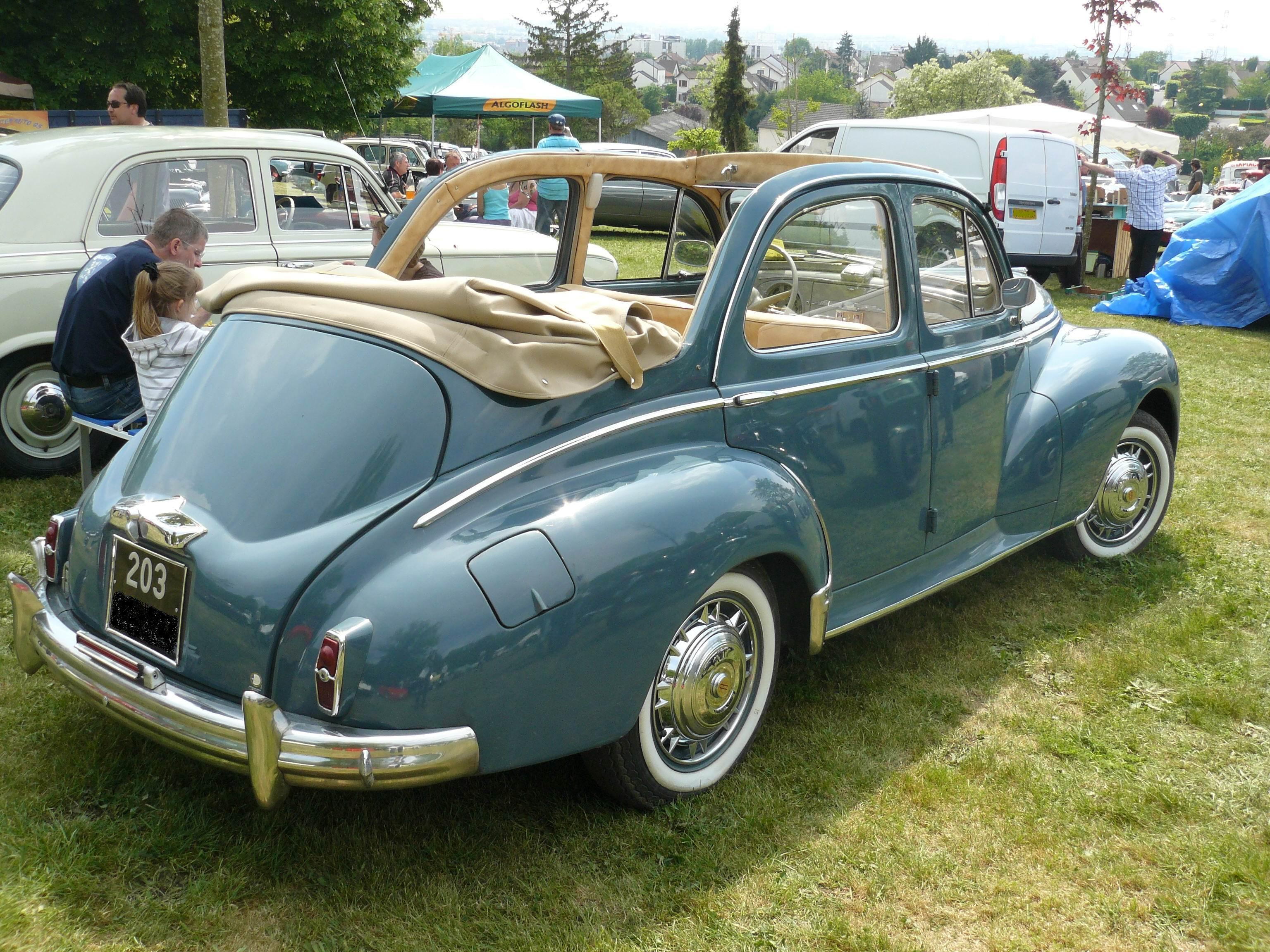
203 capote ouverte.
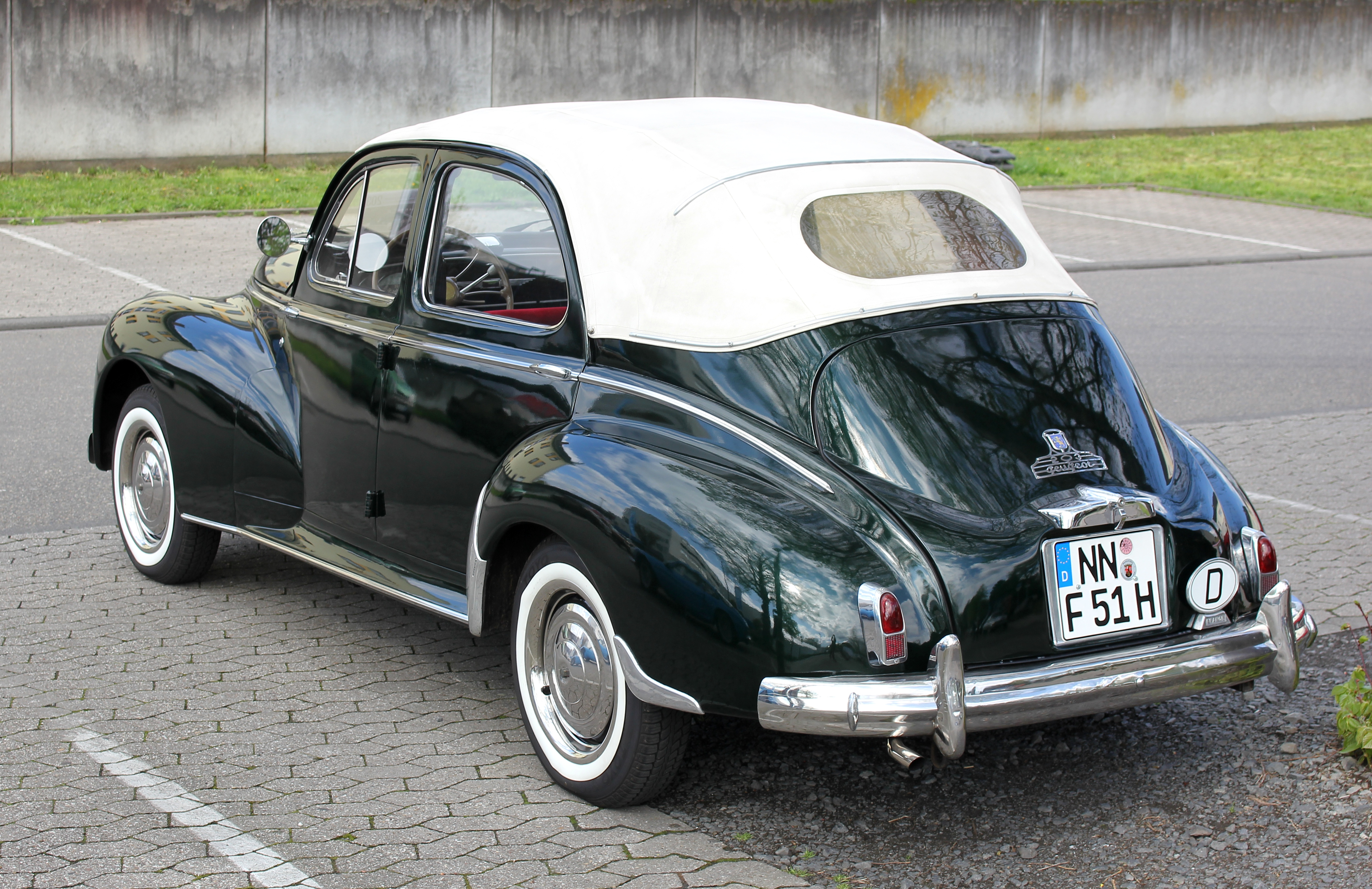
Berline capote fermée
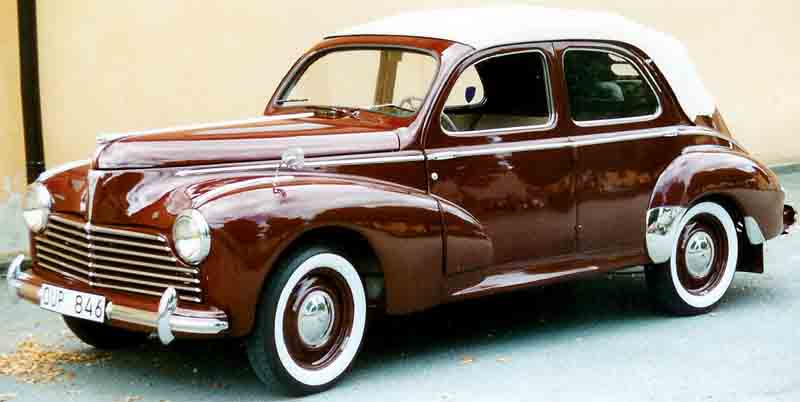
Berline découvrable 1950

### Cabriolet
Le cabriolet 203 est présenté au Salon de Paris de 1951, à cause d’une gestation différée par rapport à la berline. Ce cabriolet a un équipement supérieur, dont une sellerie cuir, à trois coloris (noir, bleu ou rouge). En octobre 1954, il prend l'appellation de « Grand Luxe », un titre justifié par une finition encore améliorée. La grille de calandre incorpore des phares antibrouillard, tandis que les ailes sont décorées de sabots chromés. Divers aménagements complètent la présentation : volant spécifique, montre électrique, double pare-soleil, pneus à flanc blanc, etc. Finalement, le cabriolet 203 est construit à 2 567 exemplaires jusqu'en octobre 1956, où il cède la place à son homologue de la gamme 403.

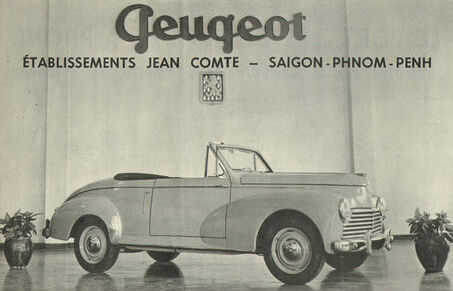
Publicité au Vietnam, 1952.
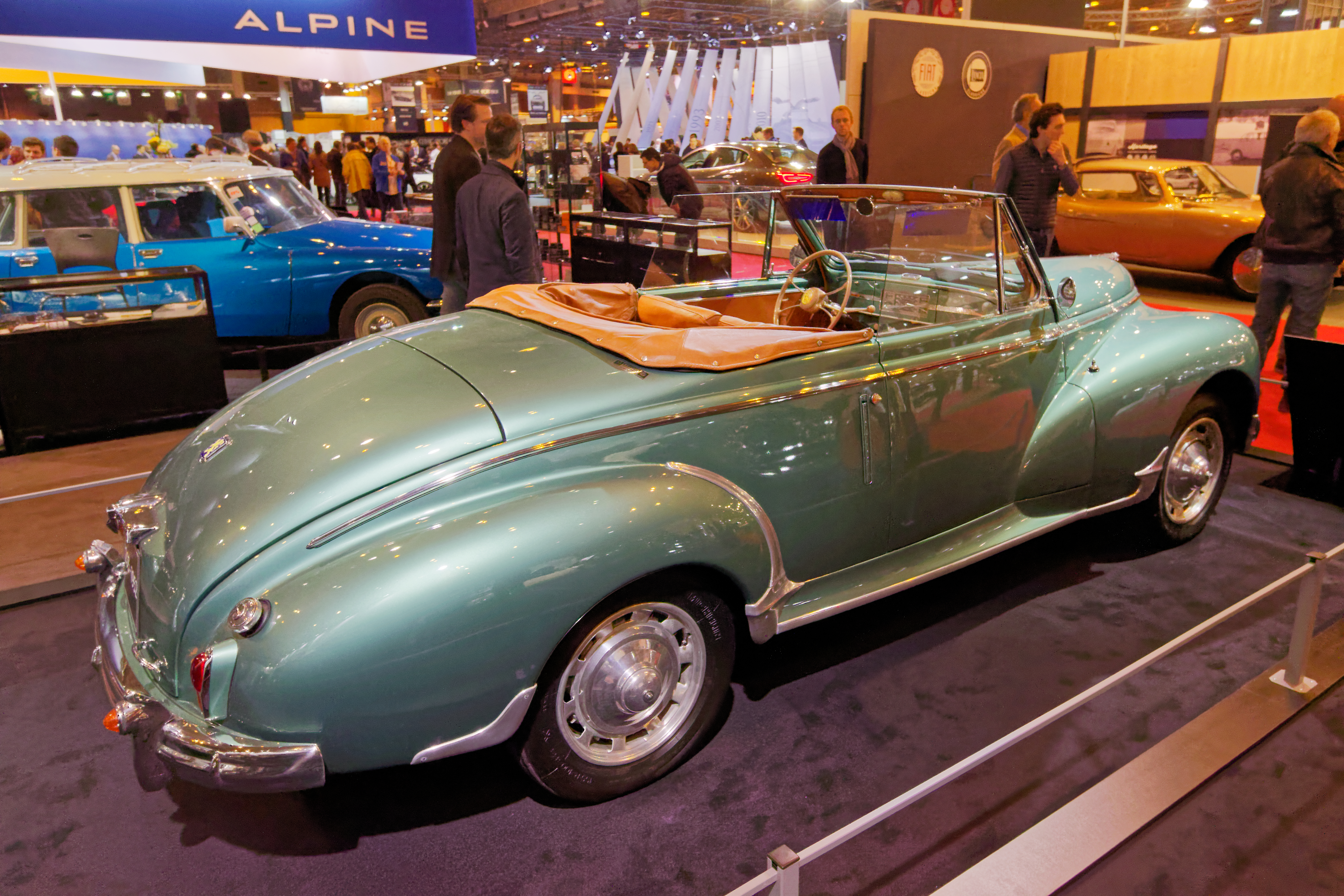
Cabriolet 1952 avec ses sabots d'ailes.
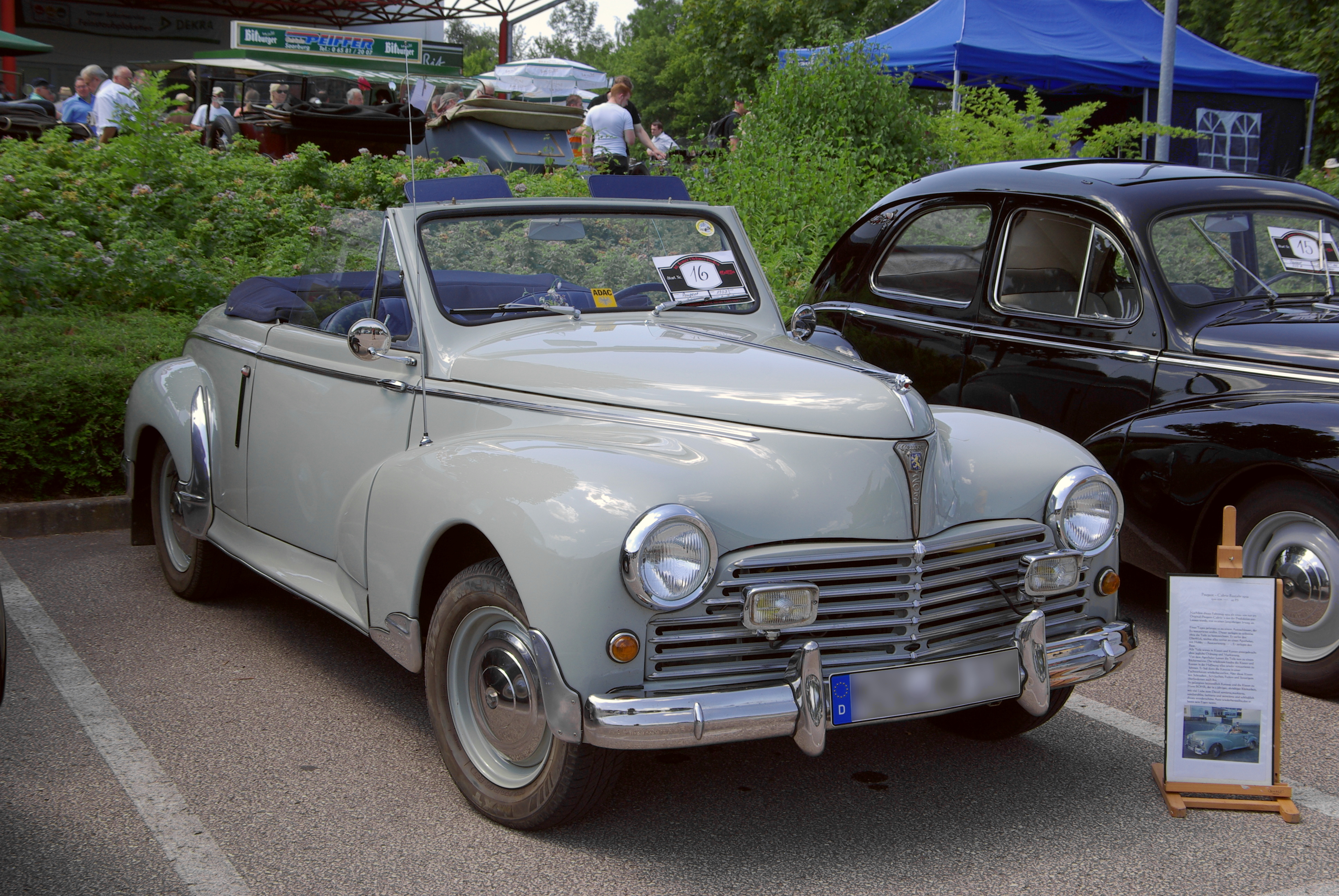
Cabriolet 1954 avec ses sabots d'ailes.
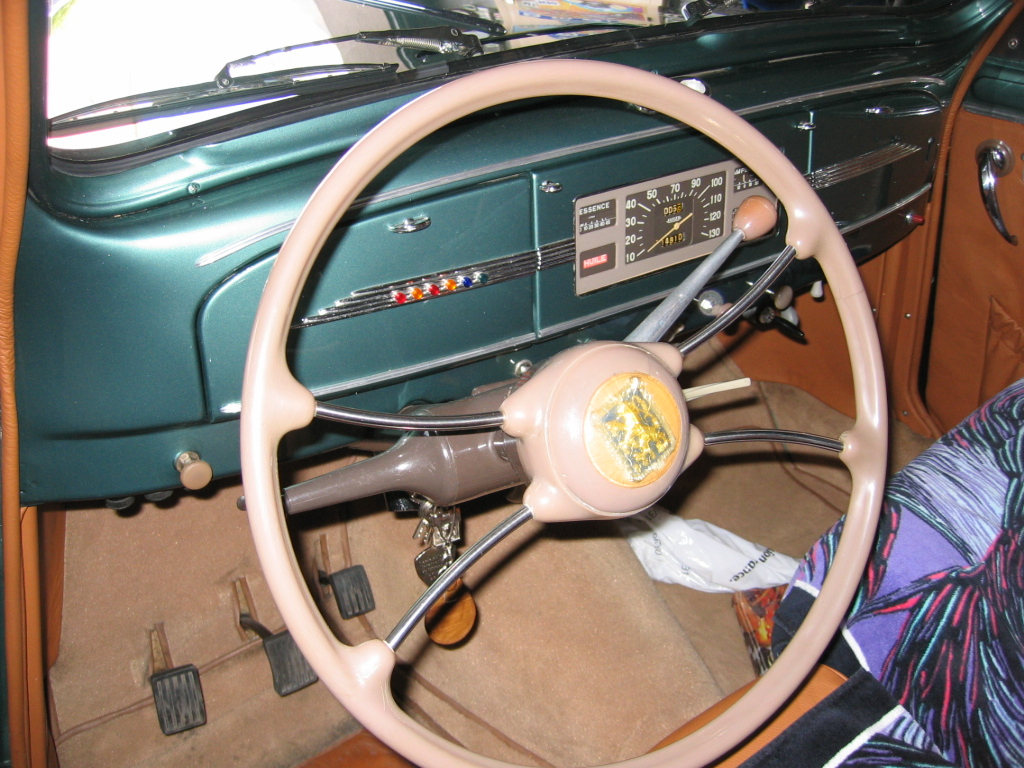
Tableau de bord avec montre électrique et volant spécifique d'un cabriolet

### Coupé
Un an après l'apparition du cabriolet, soit au salon de 1952, est lancé le coupé, qui achève de compléter la gamme 203. Malheureusement, sa ligne est peu réussie par la faute d'un pavillon assez maladroitement dessiné, trop haut et trop court. Accueilli fraîchement par la clientèle, il ne répond pas aux attentes de Peugeot et disparaît du catalogue en 1954. C’est la version la moins produite de la gamme 203, avec seulement 953 exemplaires.

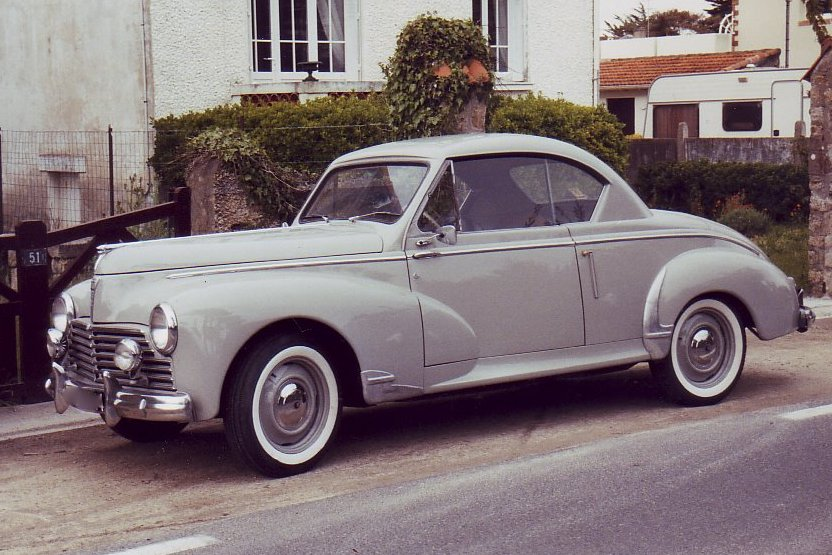
Coupé 1952 avec son pavillon disgracieux.

### Familiale
La suspension AR adopte deux barres semi-elliptiques longitudinales, afin de libérer un plancher plat des versions utilitaires. La production sera arrêtée en 1956.

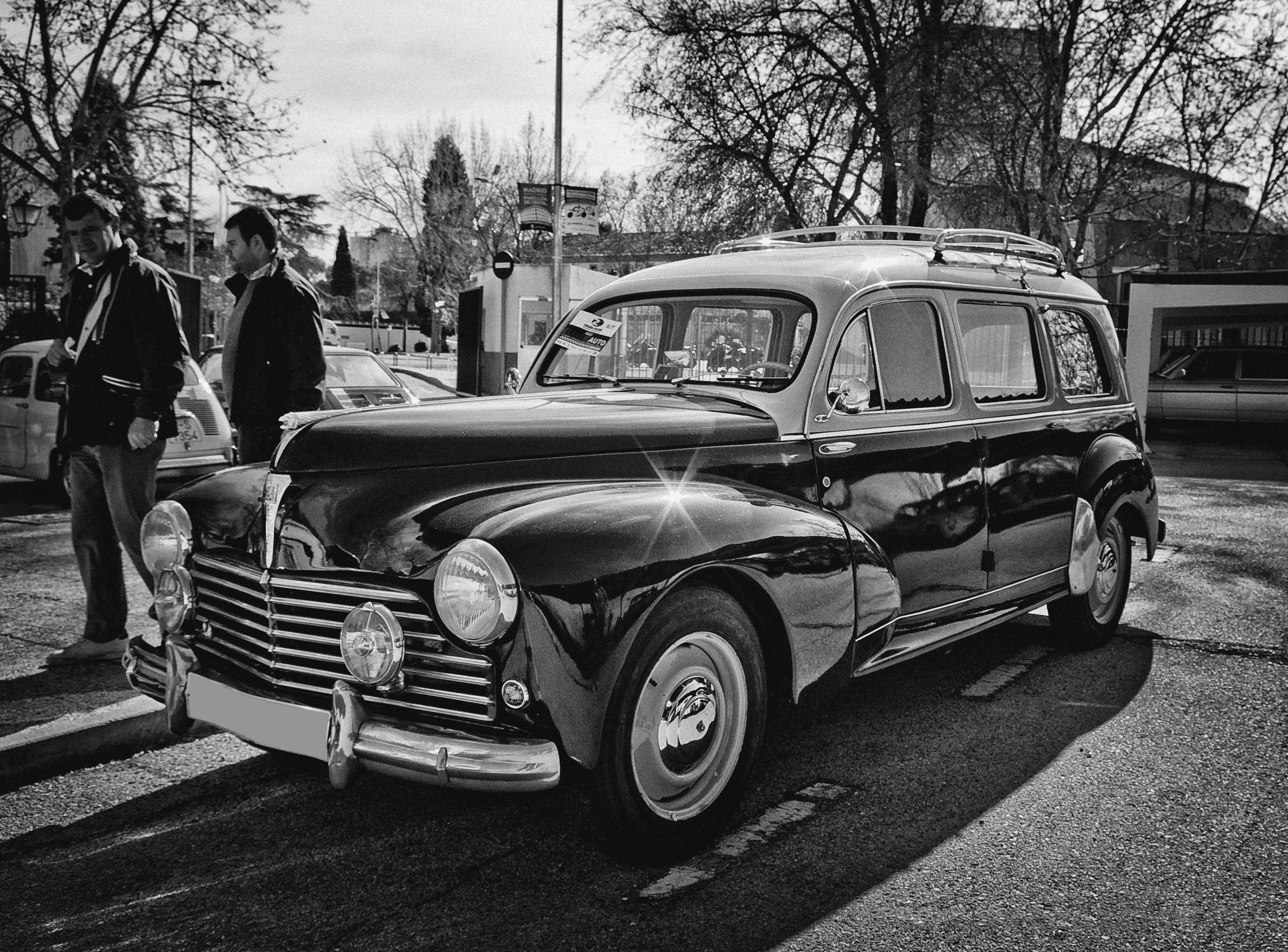
Familiale carrosserie deux couleurs.
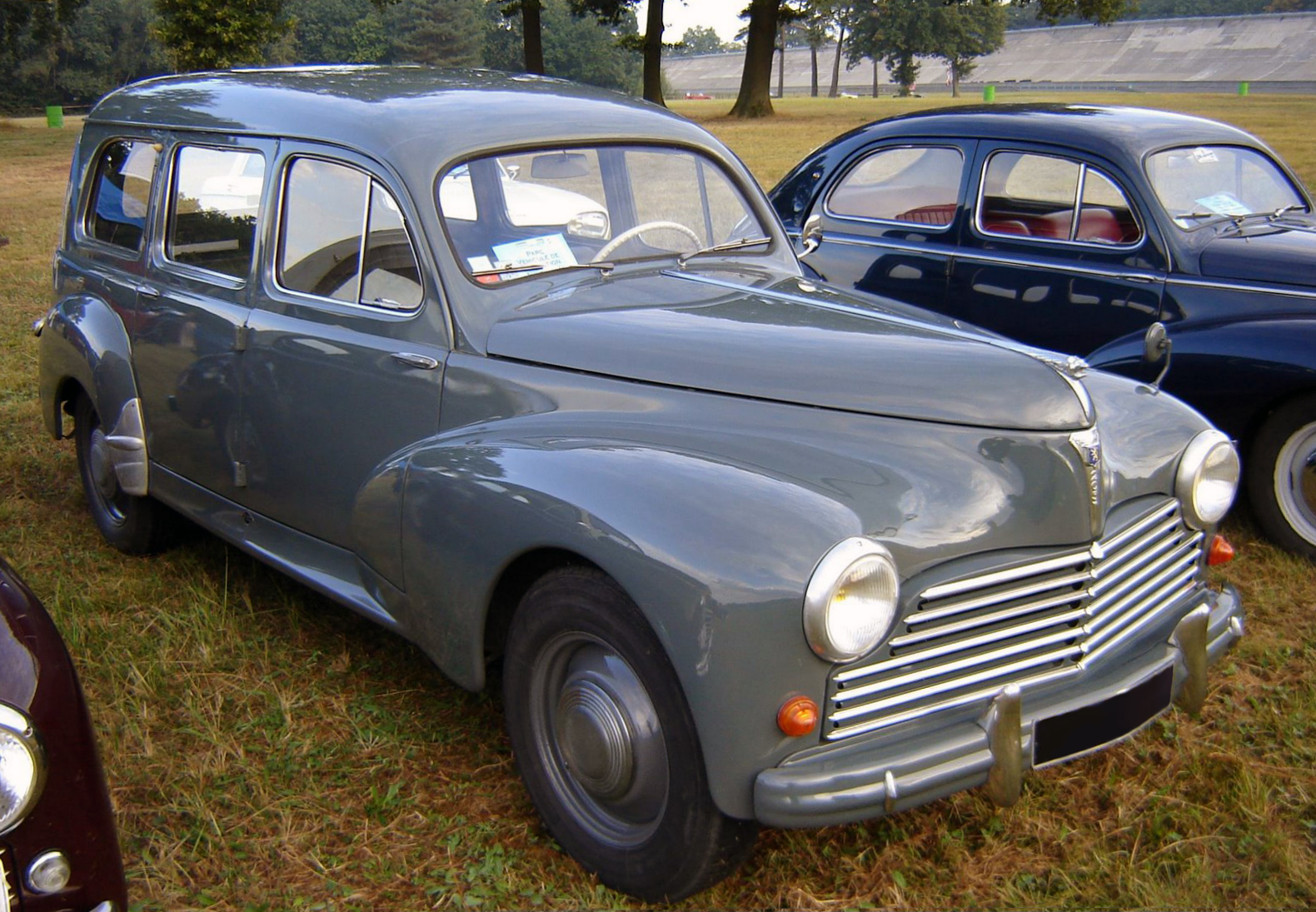
Familiale (photo prise à Montlhéry)

### Plateau et utilitaire
La version longue avec empattement de 2,78 m est réservée aux utilitaires. Elle a une suspension arrière équipée de ressorts semi-elliptiques longitudinaux pour les versions commerciale, camionnette, fourgonnette, fourgon tôlé, ambulance et plateau-cabine. Un peu plus de 157 000 utilitaires sont produits.

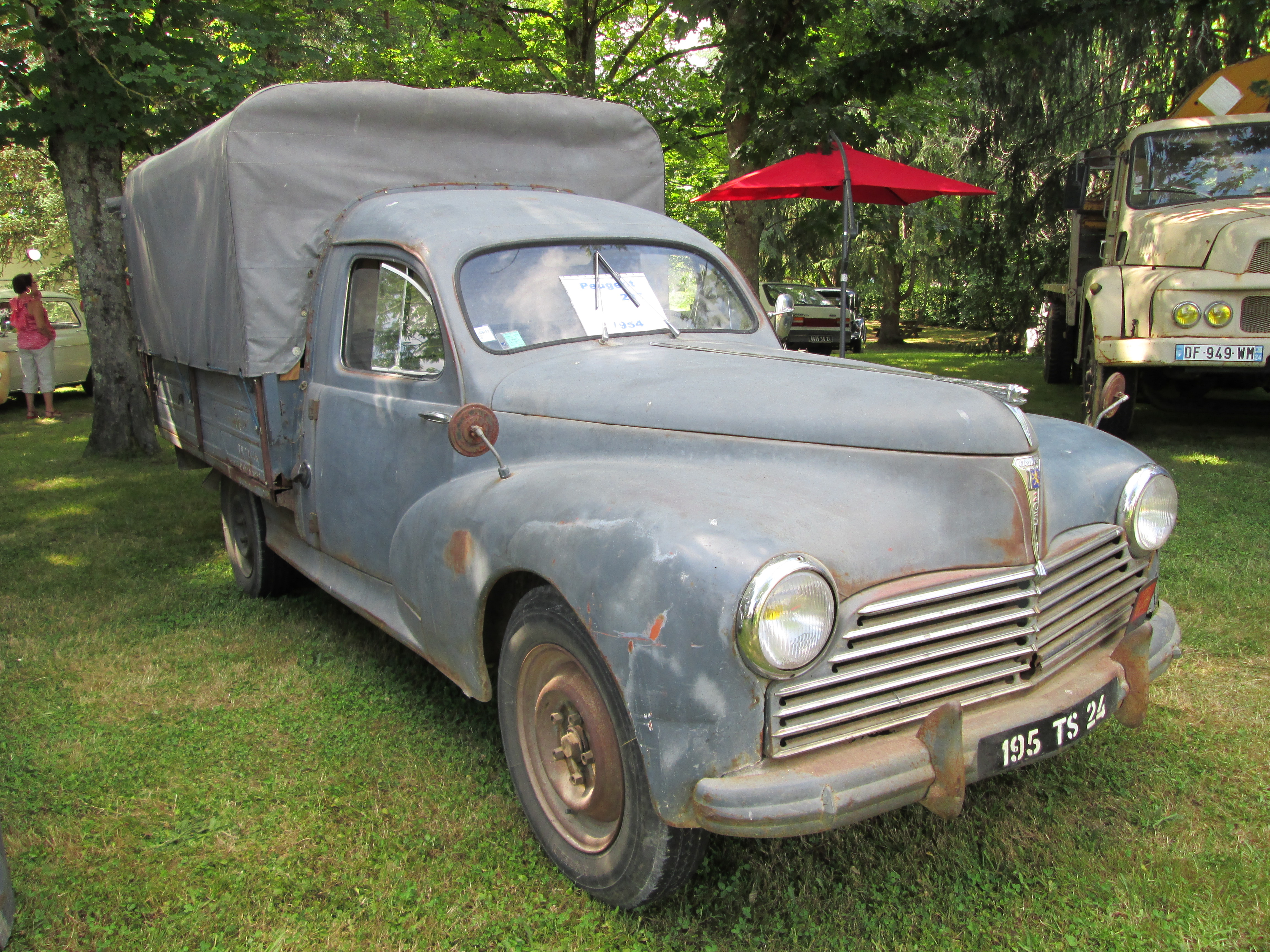
Plateau bâché à ridelles.
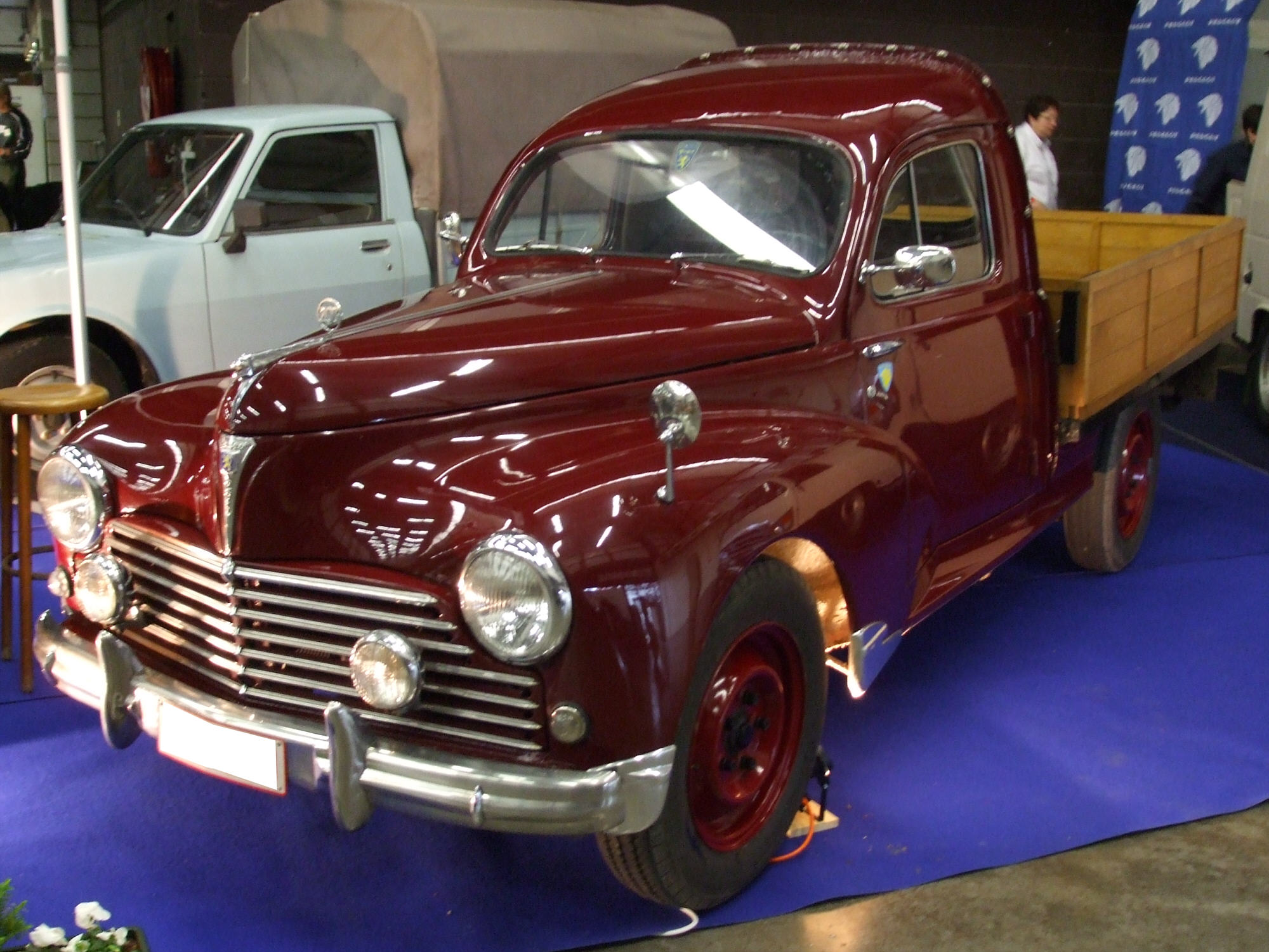
Plateau-cabine.
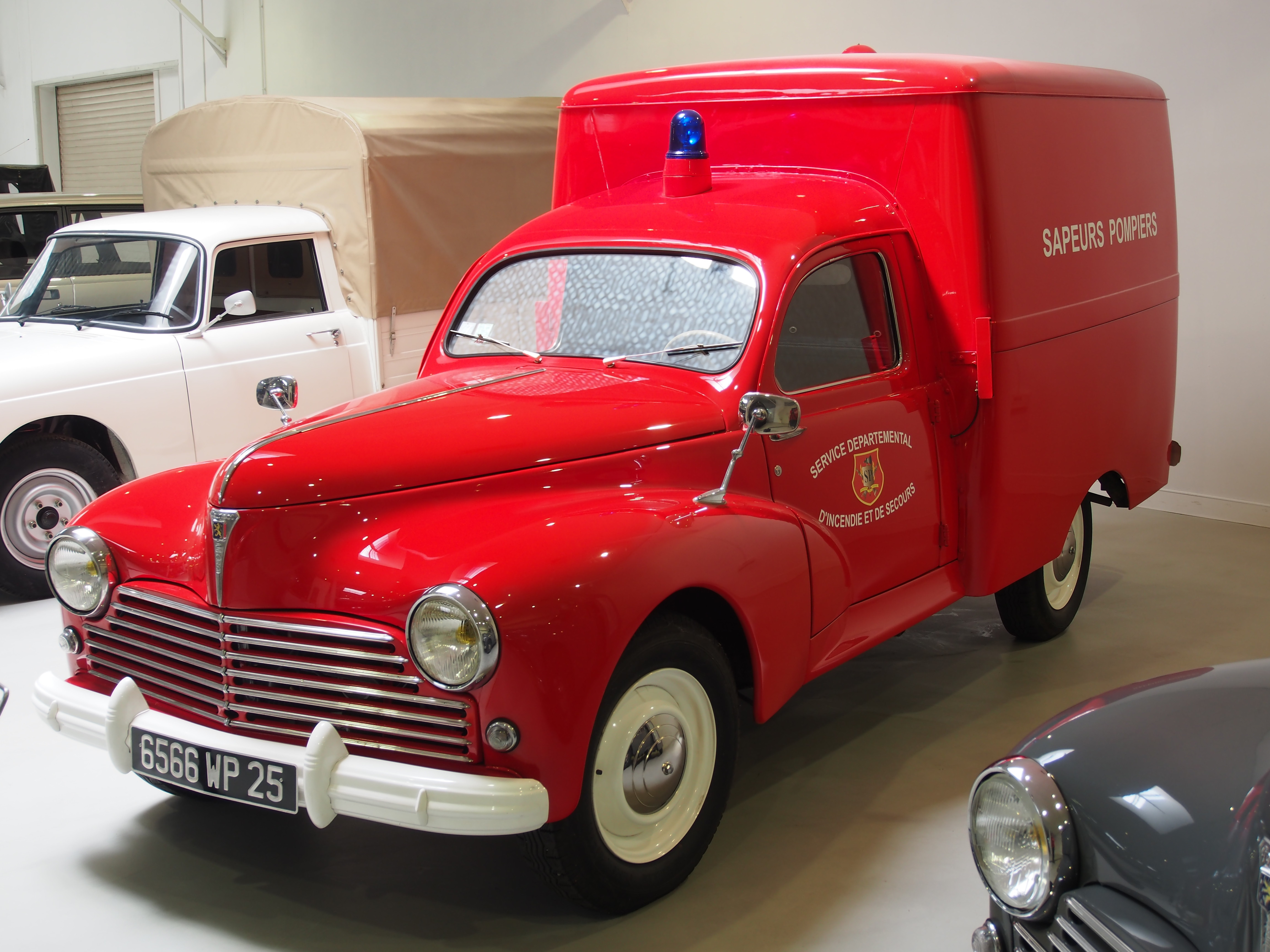
Fourgonnette tôlée du service incendie.

## Aspect extérieur
Avec son look de petite américaine, la 203 jouit d'une ligne qui va participer de son succès. Sa forme bi-corps et sa poupe fastback évoquent, en particulier, les conduites intérieures américaines des automobiles Ford (plus particulièrement la Deluxe et la Coupé de 1946), ou encore la Chevrolet Fleetline de 1941. Elle quitte la ligne aérodynamique de la génération 202 des années 1930 que la direction de la firme nomma « les fuseaux Sochaux » et que l'ingénieur Jean Andreau porta à son comble avec ses 402.
La ligne générale de la 203 n'évolue pratiquement pas durant les 12 ans de production. Seuls quelques détails esthétiques particularisent les différents millésimes, tandis que les portes avant s'ouvrent d'avant en arrière jusqu'au terme de la carrière de la voiture.

## Habitacle
Sobre et dépouillé, l'habitacle offre néanmoins un bon confort mais assez rustique ; il bénéficie cependant d'un chauffage efficace. Le tableau de bord est redessiné pour le salon 1952, avec des sièges avant ayant perdu, en 1950, leur dossier tubulaire, assez dangereux pour les enfants assis à l'arrière en cas d'accident. La 203 est la première voiture française produite en série équipée de sièges couchettes, et 98 % des berlines sont équipées d'un toit ouvrant de série. Dotée d'une surface vitrée plus importante que les précédents modèles, l'habitacle de la 203 est jugée clair et lumineux, par rapport à la production de l’époque, notamment la sombre Citroën Traction Avant.

## Moteur et transmission

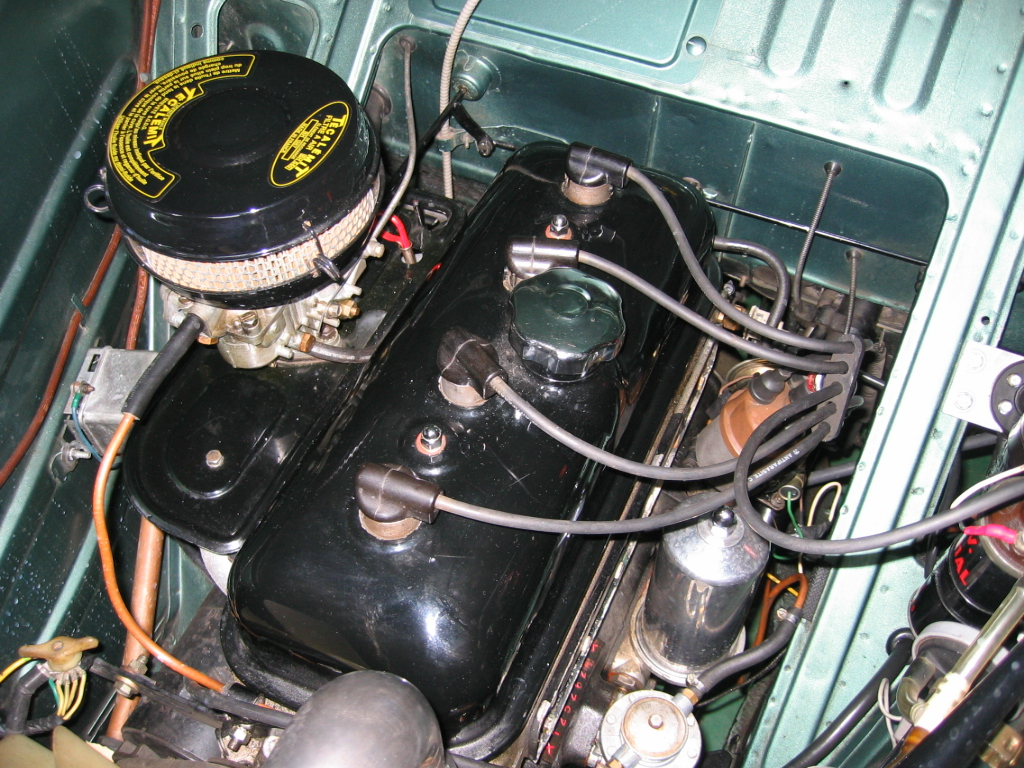
Moteur de 203.

Le moteur moderne pour l'époque consomme peu d'essence (7,5 à 9 litres), grâce à sa conception, mais aussi à l'emploi d'une boîte de vitesses avec une  4e surmultipliée, qui permet à la voiture de rouler à plus de 115 km/h, avec un régime relativement bas.
Grâce à sa culasse en Alpax, qui permet de réaliser de bons échanges thermiques et qui autorise pratiquement de toujours rouler au régime maximum du moteur, les résultats obtenus par certains préparateurs, prouvent que la 203 reste bien en dessous des possibilités multiples de son moteur,.
Ce moteur poursuit sa carrière en version 54 ch jusqu’en 1966, sur la 403-7 avec 201 705 exemplaires supplémentaires.
La boîte de vitesses ne mérite pas les éloges du moteur. Peugeot rencontre des difficultés pour doter sa 203 d’une boîte dite correcte. Cette dernière est en effet des plus capricieuses, refusant parfois de passer d’une vitesse à l’autre quand le climat lui déplaît. La deuxième vitesse est trop courte et, afin d’abaisser le régime moteur par souci d’économie d’essence, le bureau d’études fait le choix d’une quatrième surmultipliée. La boîte et le moteur y gagnent en durée de vie, mais y perdent, surtout en nervosité. On peut y ajouter la médiocre maniabilité - aujourd'hui - du levier de vitesse au volant et la faiblesse de synchronisation des vitesses - ramenée dans le contexte de l'époque - entraînant des craquements. Ces défauts seront corrigés en 1955 avec l’adoption de la boîte C2 de la future 403.

## Autres 203 et dérivées

### 203 R
En 1950, Peugeot étudie  une carrosserie type Jeep sur la base de la caisse de 203. L'armée française ayant choisi la Delahaye VLR, ce projet n'aura pas de suite. En 1956, Peugeot présente une nouvelle version, sans plus de succès.

### 203 Darl'mat
L’une des premières transformations de 203 - et l’une des plus répandues aussi - fut l’œuvre d’Émile Darl’mat, concessionnaire Peugeot à Paris. Il a déjà réalisé la brillante « 402 Darl’mat » et on peut imaginer qu’il travaille avec l’accord tacite de l’usine. La « 203 Darl’mat » (250 exemplaires produits entre 1949 et 1954) est dérivée de la berline de série. Elle est plus basse de quatorze centimètres, grâce à un abaissement des longerons avant qui apporte une modification de la suspension, et bénéficie d'une refonte totale de toute la partie supérieure de la caisse. Ce n’est pas seulement une très jolie voiture, car sa mécanique a également subi une profonde modification : alimentation par deux carburateurs, augmentation du rapport volumétrique et quatre tubulures séparées pour l’échappement. Le moteur développe un peu plus de 50 ch réels et la voiture approche les 140 km/h chrono en version client.
Darl’mat transforme aussi quelques cabriolets, moins réussis esthétiquement, et étudie également cinq coupés avec carrosserie en plastique (1951) et un coupé sport carrosserie en aluminium (1953), toujours sur base 203.
Ces voitures sont, aujourd’hui, des must pour les collectionneurs.

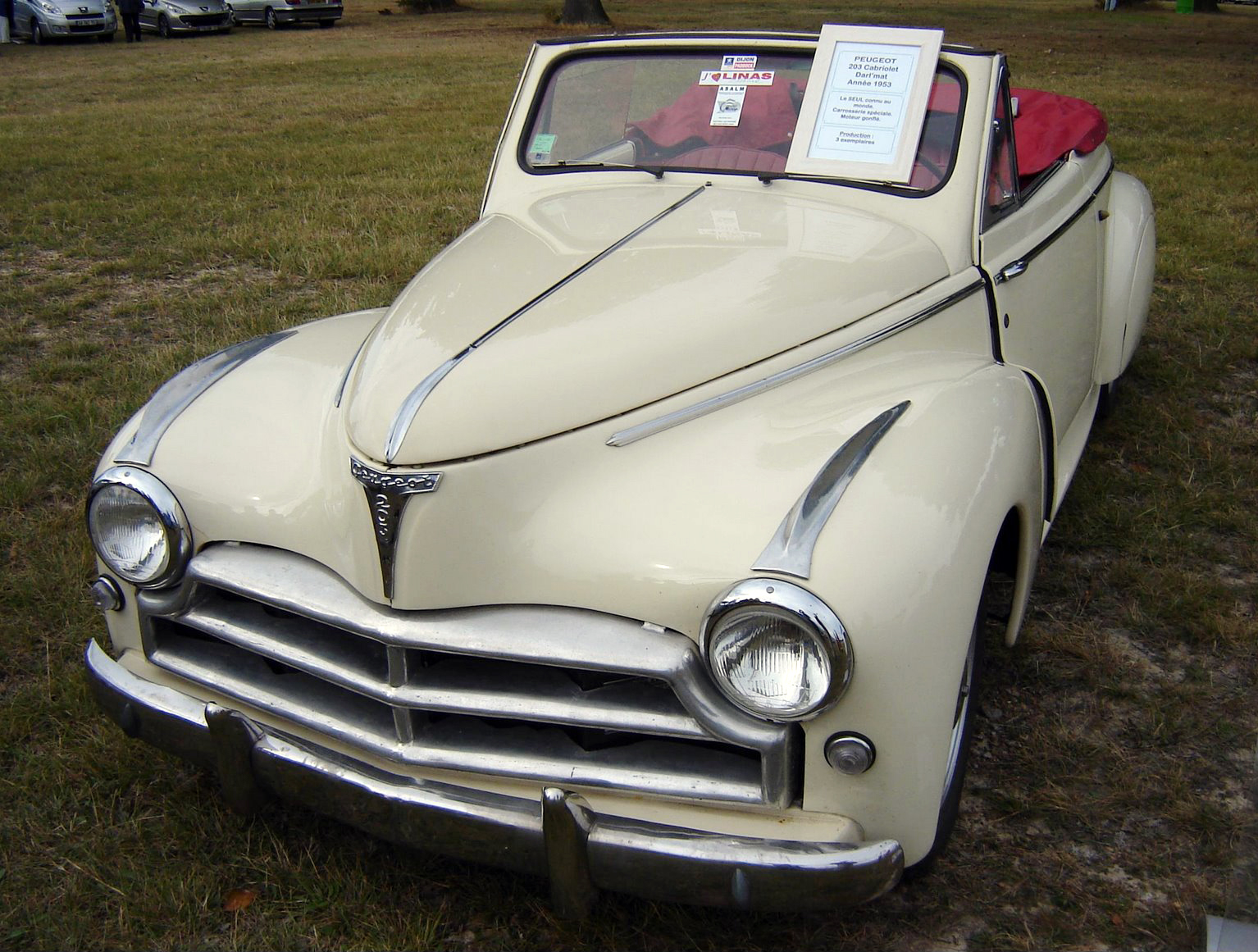
Darl'mat cabriolet
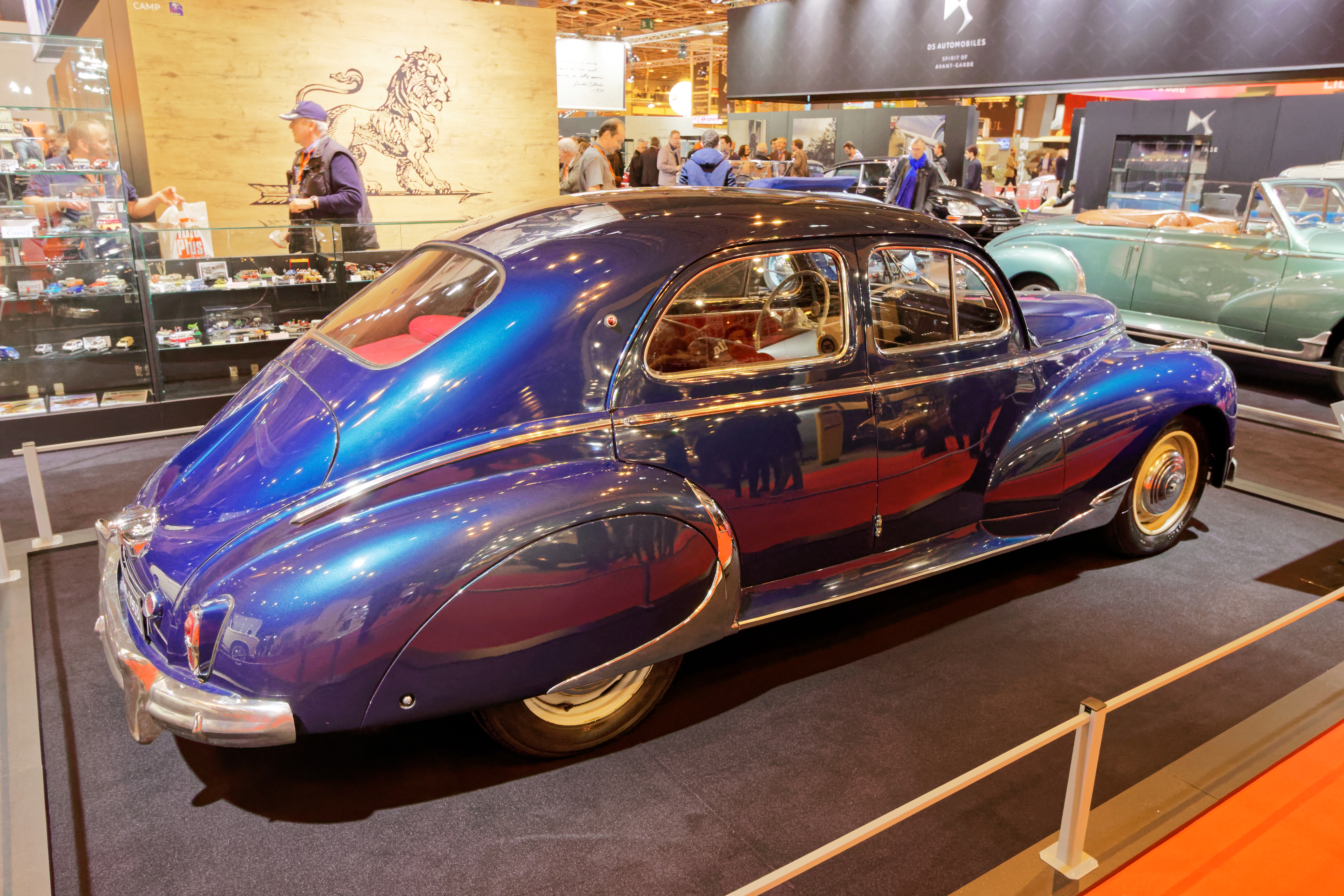
Berline Darl'Mat 1953
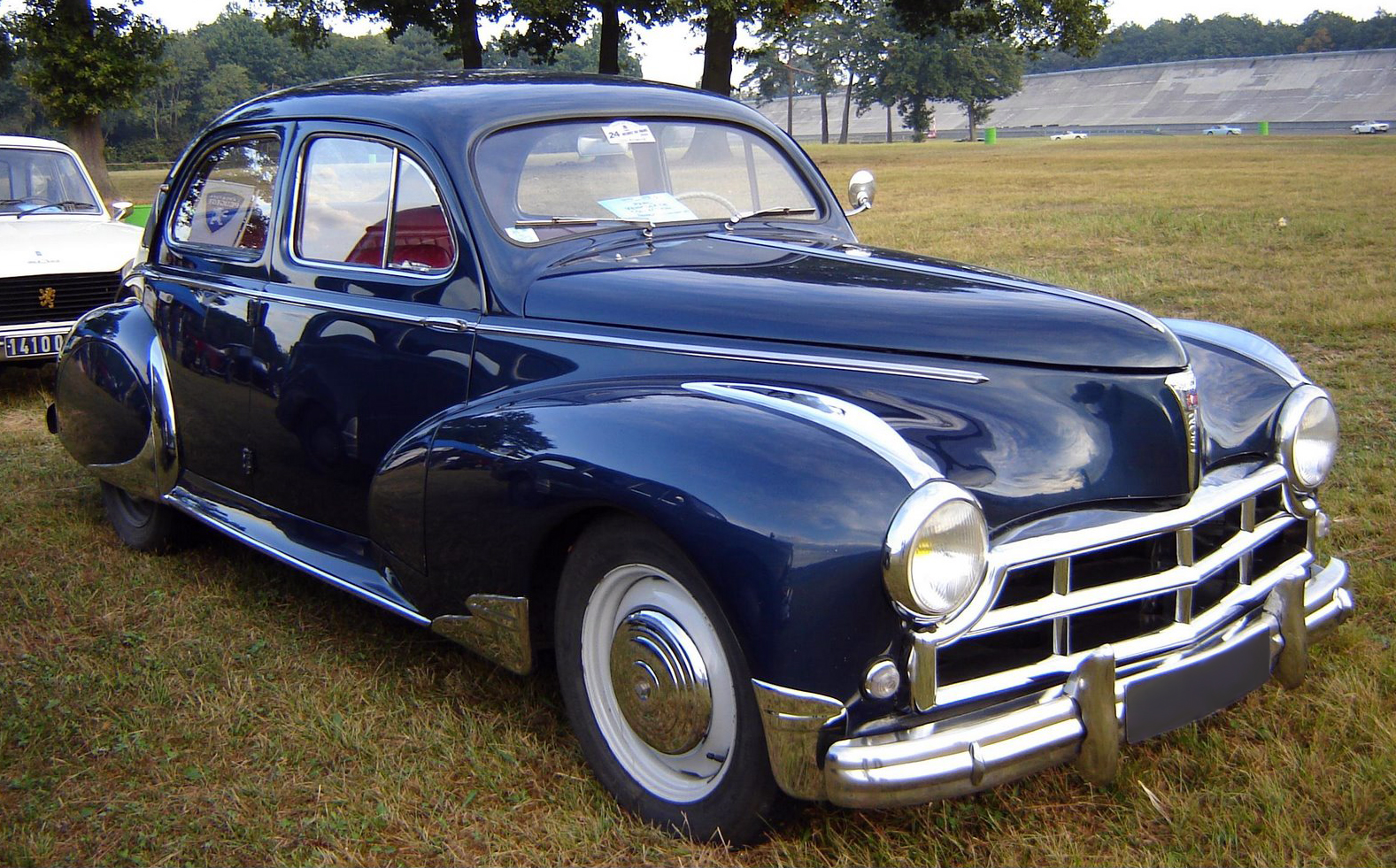
Darl'mat berline

### Constantin
Constructeur du célèbre compresseur portant son nom - plus exactement, un surpresseur ou compresseur à basse pression - Constantin se spécialise dans le gonflage des voitures de série et réalise des dérivés sportifs de la 203 à partir de 1951. Extrapolé de la berline, son coach (réalisé chez Darl’mat), abaissé de quinze centimètres, est construit sur une plate-forme renforcée. Avec une cylindrée portée à 1 425 cm3 (alésage de 79 mm), la 203 Constantin développe 90 ch à 5 000 tr/min (deux fois plus que le modèle d’origine) et atteint 160 km/h. Mais quand le compresseur souffle, la pompe à essence débite beaucoup plus, d'où une consommation qui peut aller jusqu'à 25 litres aux cent kilomètres.
Il en dérive quelques versions plus ou moins élaborées, à carrosserie spéciale.

### Morand
Max Morand - professeur de physique générale à la Sorbonne - étudie et développe une tubulure d'admission à longue branches rectilignes, réchauffée par circulation d'eau et collecteur d'échappement à sorties droites. Montée sur un moteur de 203 totalisant plus de 100 000 kilomètres, la transformation Morand permet d'obtenir une vitesse de 137 km/h (0-100 km/h en 22,1 au lieu de 36,5 s).

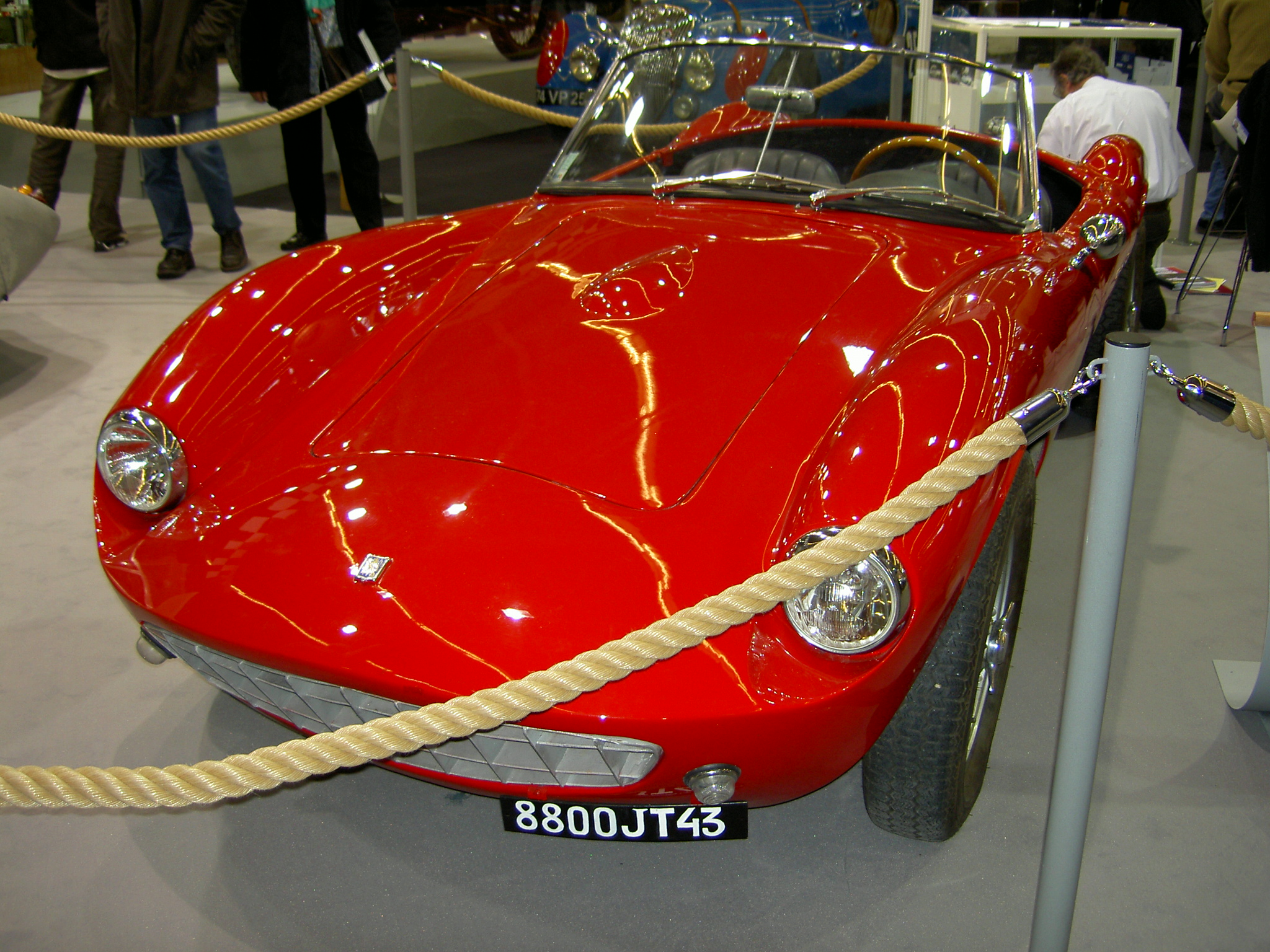
Roadster Cales, exposé à Rétromobile.
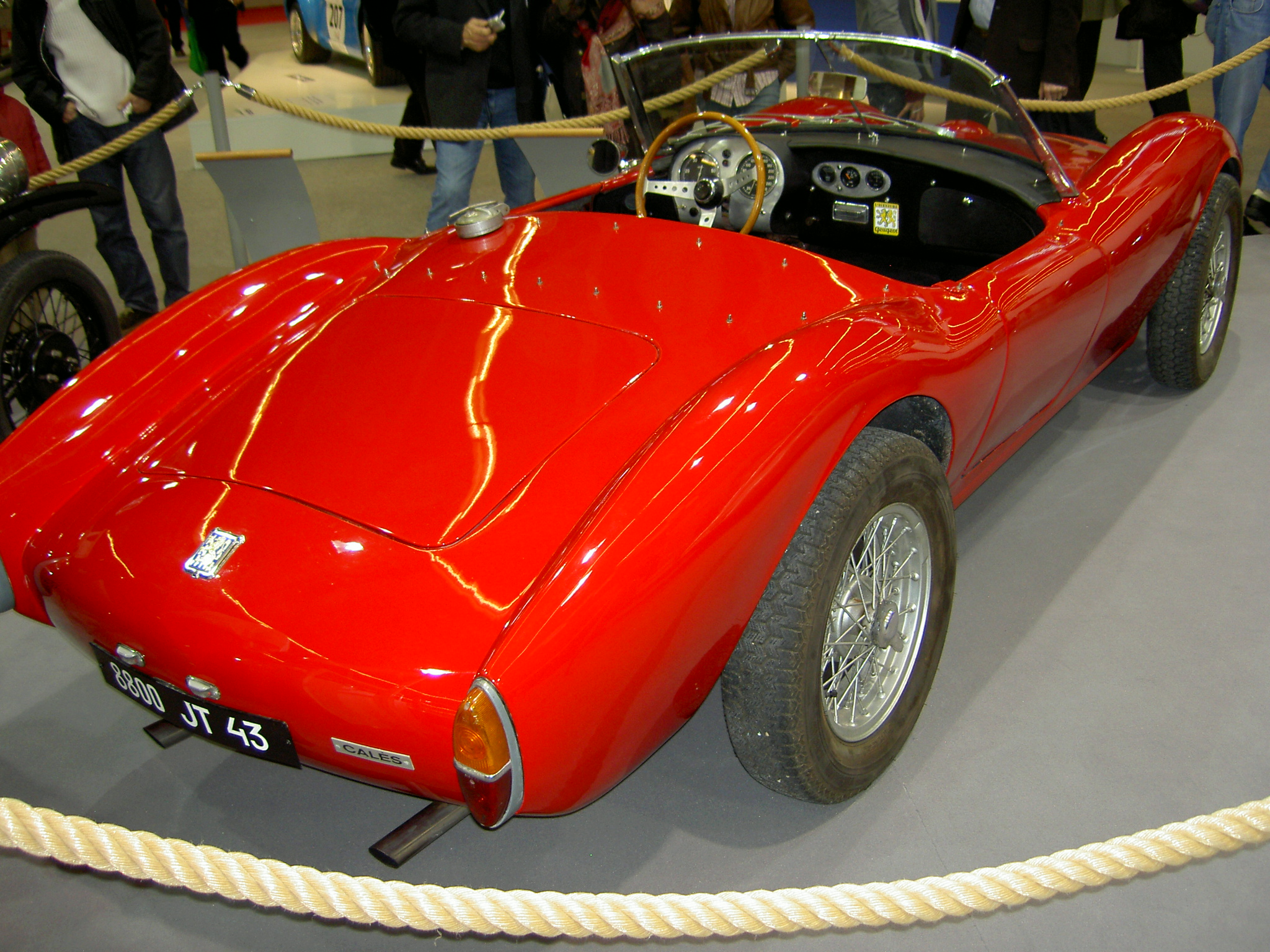
Roadster Cales, dans la tradition italienne.
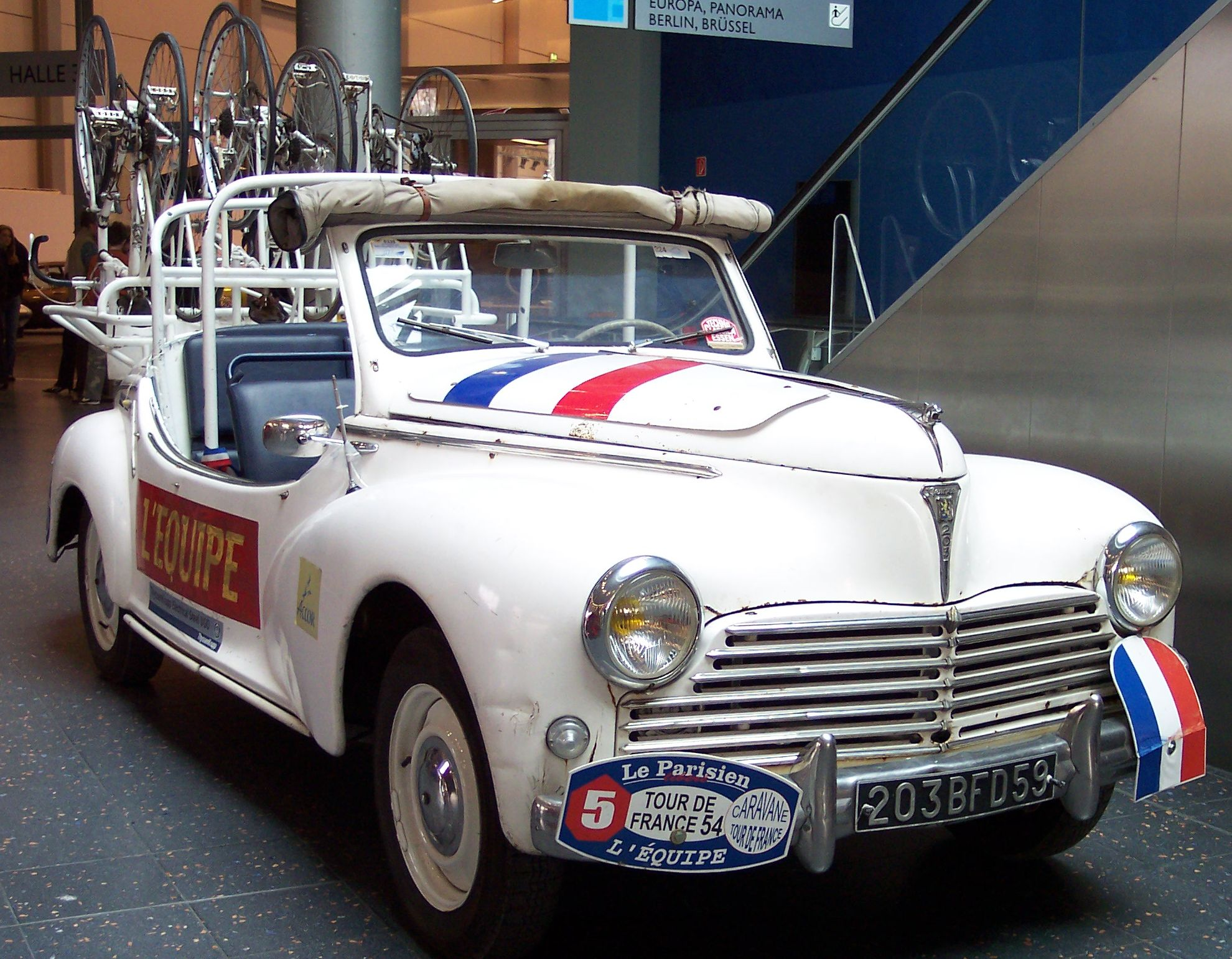
Une des seize 203 à carrosserie Tour de France cycliste 1954.

### Accessoires
La 203 n’échappe pas à la mode qui veut, au cours des années 1950, qu’on personnalise les voitures de série. Certaines d’entre elles sont affublées d’enjoliveurs de toutes sortes et, en particulier, de calandres dont certaines sont assez esthétiques. La Darl’mat adopte un style « Studebaker de Levallois ou de Puteaux », assez discutable.

### Mode Custom
Dans les années 80/90 le custom français est bien présent en France, de nombreux jeunes se tournent sur la customisation - modifications - de véhicule. Une des bases les plus utilisées est la Peugeot 203.

## Succès sportifs
C'est avec ce modèle, en général préparé par des équipages privés, que Peugeot entame une longue série de succès en rallyes et raids d'endurance. Ces victoires contribuent à forger cette image de fiabilité et de solidité qui font la réputation de la marque.
On peut citer le raid Paris-Le Cap en 1950, couvert en 17 jours par André Mercier et Charles de Cortanze, et le rallye Redex Round Australia en 1953, où les douze 203 engagées terminent brillamment et donnent à Peugeot une renommée durable en Australie.

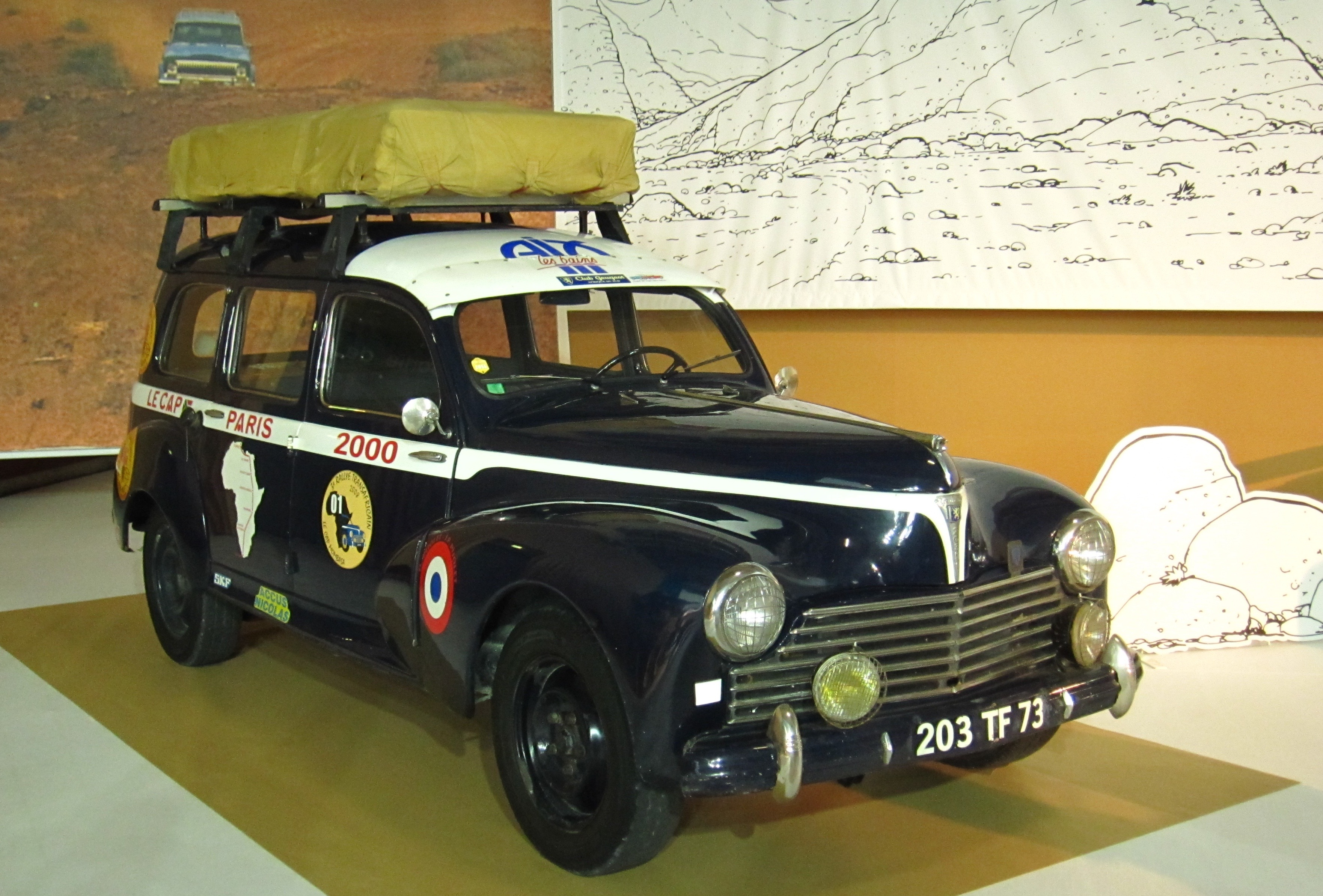
203 Commerciale Rallye Le Cap - Paris en 2000.

En 1951, F. De Cortanze est lauréate de la Coupe des Dames du Rallye Monte-Carlo, et Mmes Hammersley le sont au premier Tour de France automobile de l'après-guerre.
En 1952, Alfred Bolz remporte le premier Jugoslovanska Alpska Voznja (rallye de Yougoslavie).
La même année, Eino Elo est vainqueur de la seconde édition du rallye de Finlande (alors appelé Jyväskylän Suurajot). L'année suivante, il termine second de l'épreuve, toujours sur 203, et en 1954 c'est au tour de Pentti Virtanen de finir à la même place.
En 1953, Ken Tubman termine en tête du premier Tour d'Australie officiellement organisé.
En 1954, J.J. Feeney gagne la classe B du Rallye Safari, il récidive en 1959 en classe A cette fois, toujours sur 203.
En 1954 toujours, C. Mandron et Abelin sont lauréats de catégorie au Rallye des Lions (après l'avoir été l'année précédente sur Renault 4CV).
En 1955, Lars Egeberg (Jr.) empoche le Rallye Viking avec Amund Böhle.
Dans les années 1950, Darl'mat conçoit une 203 surbaissée et survitaminée (80 ch) pour participer à des rallyes, puis un autre hybride de Peugeot 203 et de Darl'mat de course pour concourir aux 24 heures du Mans, dernière des réalisations d'Émile Darl'mat.
En 1960 enfin, Jean-Pierre Hanrioud remporte une victoire de classe au Rallye Liège-Rome-Liège, en 1 300 cm3 GT, sur une version spéciale prototype ayant appartenu à Roger de Lageneste.

## Héritage
Icône roulante des années 1950 aux côtés de la 4 CV et de la 2 CV, la 203 apporte sa contribution au processus de motorisation de masse de la France d'après-guerre ; elle est même, notamment avec sa structure monocoque, la seule voiture moderne de classe moyenne jusqu'à l'apparition de la Simca Aronde.
Moderne et fiable sont deux qualificatifs qui caractérisent la 203, en même temps qu'ils expliquent son succès. Sa réputation de voiture increvable lui vaut une forte fidélisation de la clientèle à travers le monde, ainsi qu'une excellente cote sur le marché de l'occasion.
La conception saine et logique de la 203 permet à Peugeot d’en extrapoler d’abord la 403, puis dans une certaine mesure, la 404.

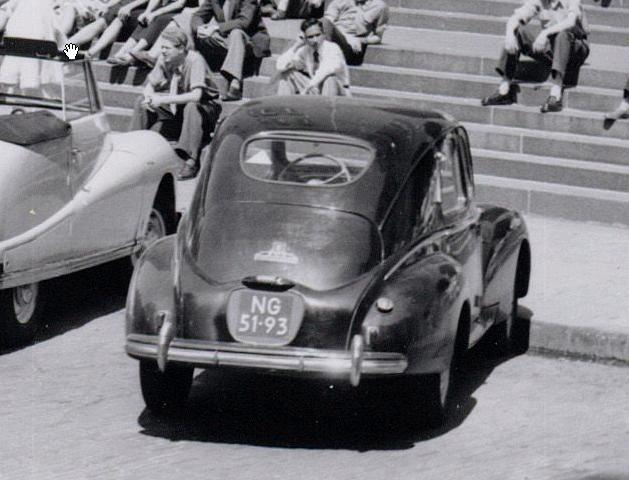
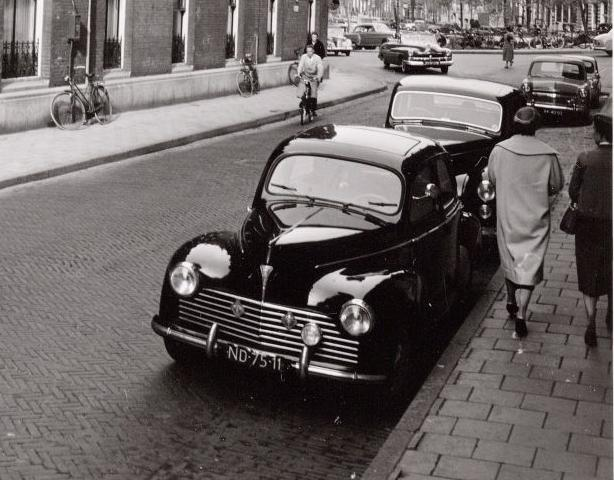
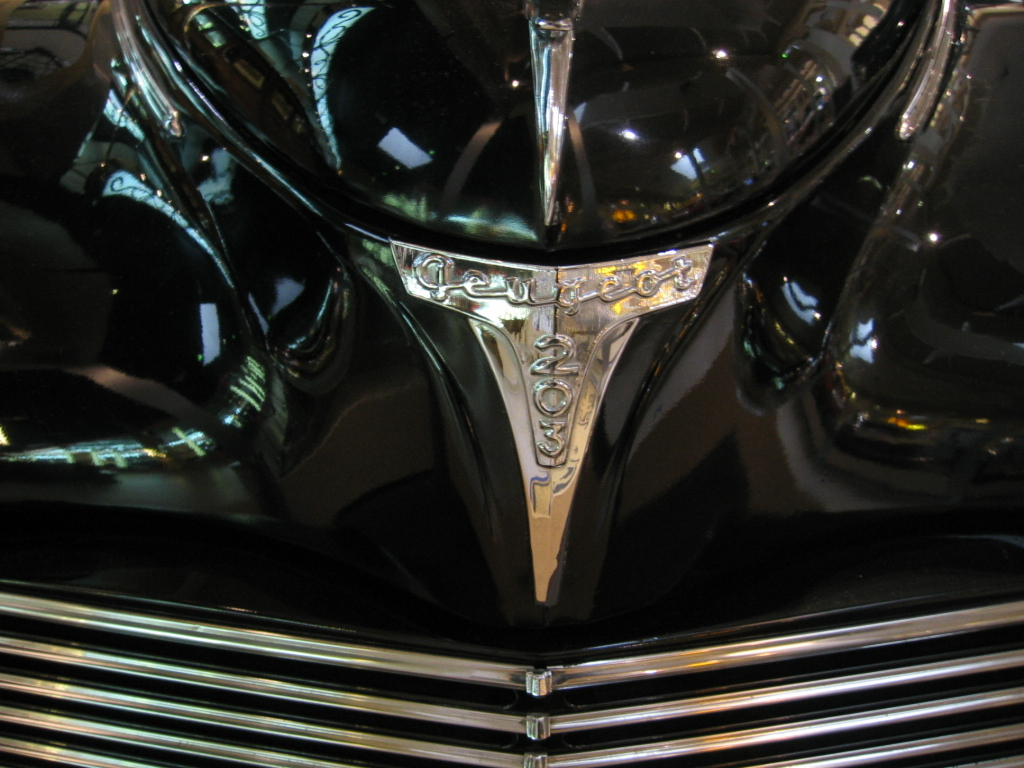